# Varga Zoltán Tamás
Varga Zoltán Tamás (Debrecen, 1978. –) magyar költő, rádiós szerkesztő. Budapesten él.

## Életpályája
Első költeményei 2000-ben jelentek meg a békéscsabai Bárka folyóiratban. 2004-től a Magyar Katolikus Rádió irodalmi szerkesztője. 2007-ben végzett az Eötvös Loránd Tudományegyetem magyar szakán.
Publikált az Élet és Irodalomban, az Alföldben, a Kalligramban és az Új Forrásban.

## Művei
- Kert – lassú mozgás (2008)
- A fényrajzoló (2018)

## Díjai
- Makói Medáliák (2009)[1][2]